# Roman Josi
Roman Josi (Berna, Suiza, 1 de junio de 1990), apodado Jos, es un jugador profesional suizo de hockey sobre hielo que se desempeña en la posición de defensor izquierdo en Nashville Predators, equipo de la National Hockey League (NHL).

## Carrera
Fue seleccionado en la segunda ronda en la NHL Entry Draft de 2008. En 2011 hizo su debut profesional con el equipo Nashville Predators, donde lleva jugando trece temporadas.